# Robert Bauer (Politiker, 1898)

Robert Bauer

Robert Bauer (* 9. September 1898 in Bermsgrün; † 16. Mai 1965 in Tübingen) war ein deutscher Politiker der NSDAP.

## Leben vor 1933
Nach dem Besuch der Oberrealschule in Schwarzenberg/Erzgeb. war Bauer von 1916 bis 1918 Freiwilliger im Ersten Weltkrieg. Nach seiner Rückkehr ins Erzgebirge war er bis 1926 als kaufmännischer Angestellter tätig, bevor er sich 1927 selbstständig machte und in Dresden mit erzgebirgischen Weihnachtsartikeln handelte.
Robert Bauer gehörte zu den „Alten Kämpfern“ der NS-Bewegung. Er trat 1923 in die NSDAP und die SA ein. Noch im gleichen Jahr gründete er in Lengefeld die NSDAP-Ortsgruppe, deren Führer er bis 1932 blieb. Es war die erste NSDAP-Ortsgruppe im Erzgebirge. Zum 13. November 1925 trat er der neu gegründeten NSDAP bei (Mitgliedsnummer 23.581).
Im Jahr 1926 übernahm Robert Bauer zugleich den Posten des Leiters des Bezirkes Obererzgebirge, einer Unterteilung des bisherigen NSDAP-Bezirkes Chemnitz und war hauptsächlich für die Bildung von Ortsgruppen in den Amtshauptmannschaften Annaberg und Marienberg zuständig, wobei ihm Unterbezirksleiter unterstützten. Am 1. Juni 1930 wurde er Kreisleiter des NSDAP-Kreises Obererzgebirge. 1930 übernahm er außerdem die Führung über die SA-Standarte III.

## Karriere im NS-Staat
Mit der „Machtergreifung“ saß er für den Wahlkreis Chemnitz-Zwickau im Reichstag und war bis 1936 außerdem Beauftragter der Parteileitung und Organisationsleiter für die Gaue Sachsen, Thüringen, Halle-Merseburg und Magdeburg-Anhalt, dem sogenannten „Gebiet III“. Im Juni 1936 versetzte man Bauer nach Sonthofen, wo er bis Februar 1941 die dortige Ordensburg der NSDAP kommandierte. Von Mitte 1941 bis 1944 war er als Hauptkommissar im Reichskommissariat Ostland sowie bereits seit 1936 als Reichshauptamtsleiter und ab 1942 als Oberdienstleiter der NSDAP tätig.
Robert Bauer hatte ab 30. Januar 1942 den Rang eines SA-Brigadeführers inne.
Nach Kriegsende 1945 befand sich Bauer offenbar eine Zeitlang in alliierter Internierungshaft. Entsprechende Haft- oder Entnazifizierungszeiten konnten jedoch bisher nicht ermittelt werden. Robert Bauer verstarb im württembergischen Tübingen Mitte Mai 1965 im Alter von 67 Jahren.